# Goephanes fuscipennis
Goephanes fuscipennis là một loài bọ cánh cứng trong họ Cerambycidae.